# Rue Lapérouse (Pantin)
Pour les articles homonymes, voir Rue La Pérouse.
La rue Lapérouse est une voie de communication de la ville de Pantin.

## Situation et accès
La rue est desservie par la station de métro Aubervilliers - Pantin - Quatre Chemins.

## Origine du nom

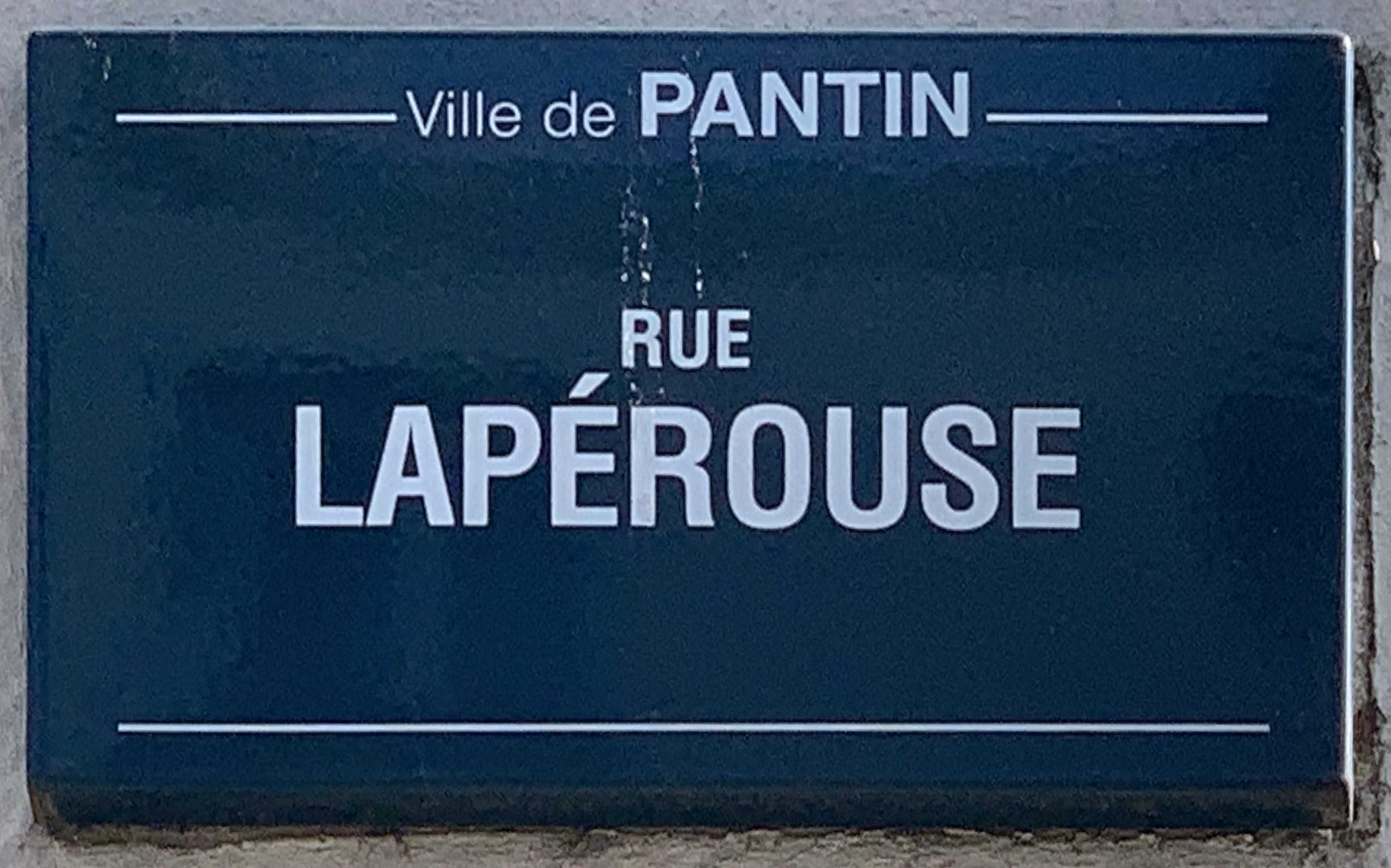
Plaque émaillée rue Lapérouse.

Cette rue est nommée en hommage au navigateur français Jean-François de La Pérouse (né en 1741 près d'Albi, mort en 1788 à Vanikoro dans l'océan Pacifique).

## Historique

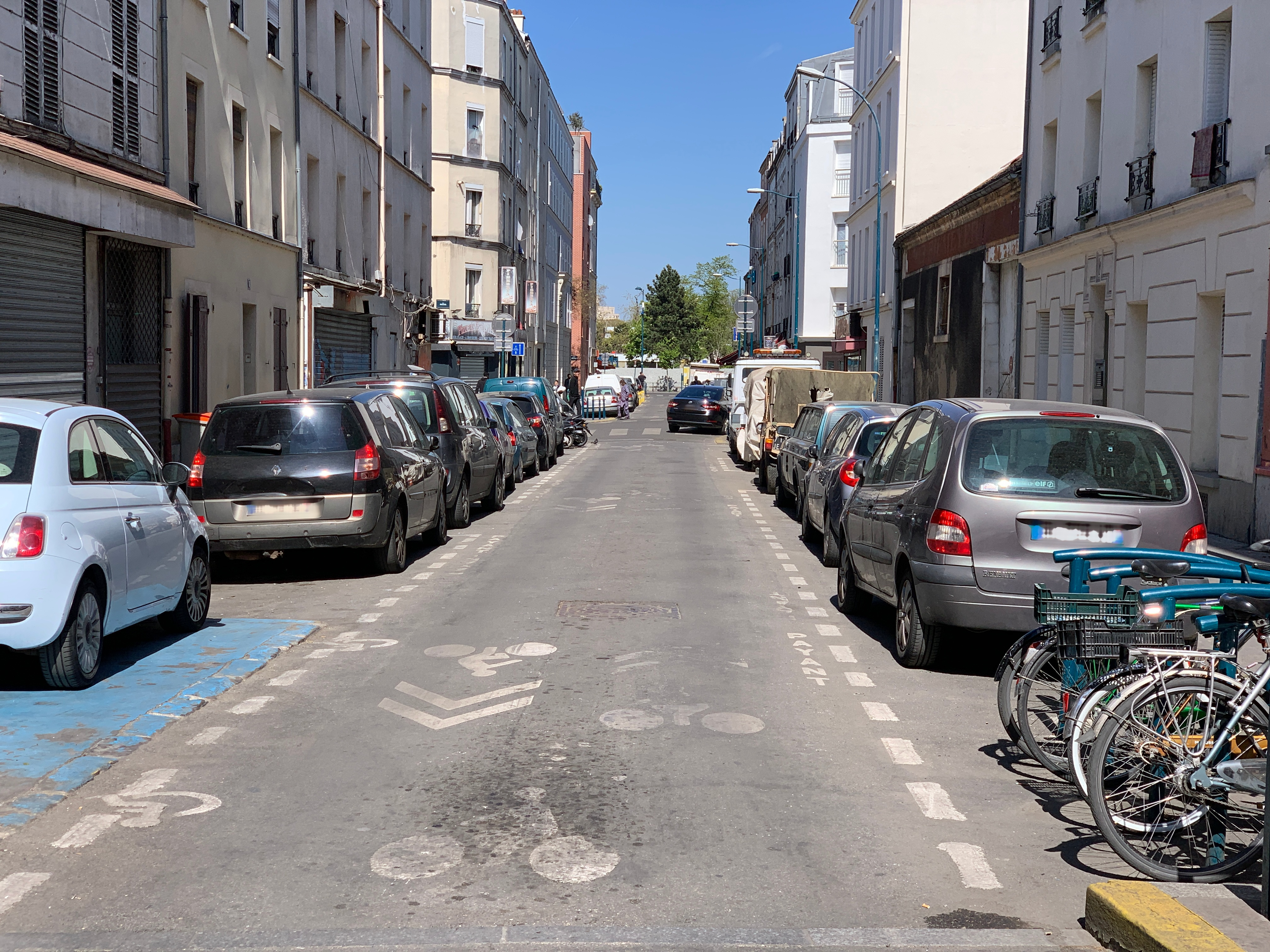
La rue en avril 2021.

Le quartier des Quatre-Chemins, loti en 1873, a vu la création, en plus de cette voie, des rues Berthier, Blanche (aujourd'hui rue du Chemin-de-Fer), Davoust, Magenta et Solférino (aujourd'hui rue Pasteur).
L'acteur Albert Préjean, très connu dans l'entre-deux-guerres, est né dans la rue au no 12 en 1894.
En 1911, la chocolaterie Perron s'installe rue Lapérouse et y demeure vingt ans. Ses locaux industriels seront détruits à la fin du XXe siècle.

## Bâtiments remarquables et lieux de mémoire
- Le square Lapérouse a été créé sur le site de l'ancienne chocolaterie.